# 龙泉街道 (荆门市)
龙泉街道，是中华人民共和国湖北省荆门市东宝区下辖的一个乡镇级行政单位。

## 行政区划
龙泉街道下辖以下地区：
南门社区、南台社区、团结社区、西门社区、白龙社区、龙山社区、金虾河社区、北门社区、白云楼社区、凤台社区、千佛洞社区、土门巷社区、塔影社区和宏图社区。